# Ptyodactylus hasselquistii
Ptyodactylus hasselquistii (віялопалий гекон Гассельквіста) — вид геконоподібних ящірок родини Phyllodactylidae. Мешкає на Близькому Сході. Вид названий на честь шведського натураліста Фредріка Гассельквіста.

## Опис
Довжина віялопалих геконів Гассельквіста без врахування хвоста становить 9 см, а разом з хвостом — 15 см. Самці є дещо більшими за самиць і мають анальні пори. Ці гекони мають тонкі лапи, гладенькі біля основи пальців. Кожен з пальців закінчується розширеною віялоподібною пластинкою, яка допомагає гекону пересуватися по вертикальній поверхні.

## Поширення і екологія
Віялопалі гекони Гассельквіста поширені від східного Єгипту і крайньої півночі Судану (на схід від долини Нілу) на схід через південне узбережжя Синаю, південний Ізраїль і південно-західну Йорданію до Саудівської Аравії і Ємена, спостерігалися в Лівані. Вони живуть в пустелях, серед скель, трапляються в печерах, на деревах та поблизу людських поселень. Зустрічаються на висоті до 1450 м над рівнем моря. Ведуть переважно нічний спосіб життя, однак активні і вдень. Відкладають яйця, в кладці 2 яйця.